# Корахе
Корахе (сомал. Qorahey) — одна из 9 зон региона Сомали, Эфиопия.

## География
Граничит с зонами Дэгэх-Бур (на севере), Уордер (на востоке) и Годе (на юге и западе). Крупнейший город — Кэбри-Дэхар.

## Население
По данным Центрального статистического агентства Эфиопии на 2007 год население зоны составляет 312 713 человек, из них 177 919 мужчин и 134 794 женщины. 99,22 % населения составляют сомалийцы, оставшиеся 0,78 % представлены другими этническими группами. 99,45 % жителей зоны считают родным языком сомалийский, оставшиеся 0,55 % назвали другие языки в качестве родного. 98,92 % населения — мусульмане.
По данным прошлой переписи 1997 года население зоны насчитывало 242 276 человек, из них 138 200 мужчин и 104 076 женщин. 98,75 % населения составляли сомалийцы; 99,13 % назвали родным языком сомалийский. Только 5,88 % населения были грамотны.

## Административное деление
В административном отношении подразделяется на 4 района (ворэды):
- Дебеуэйин
- Кэбри-Дэхар
- Шилабо
- Шекош